# チャイナ (テキサス州)
チャイナ（英語: China）は、アメリカ合衆国テキサス州ジェファーソン郡の市。人口は1,260人（2020年国勢調査）。ボーモント＝ポートアーサー都市圏（Beaumont–Port Arthur metropolitan area）に含まれる。

## 歴史

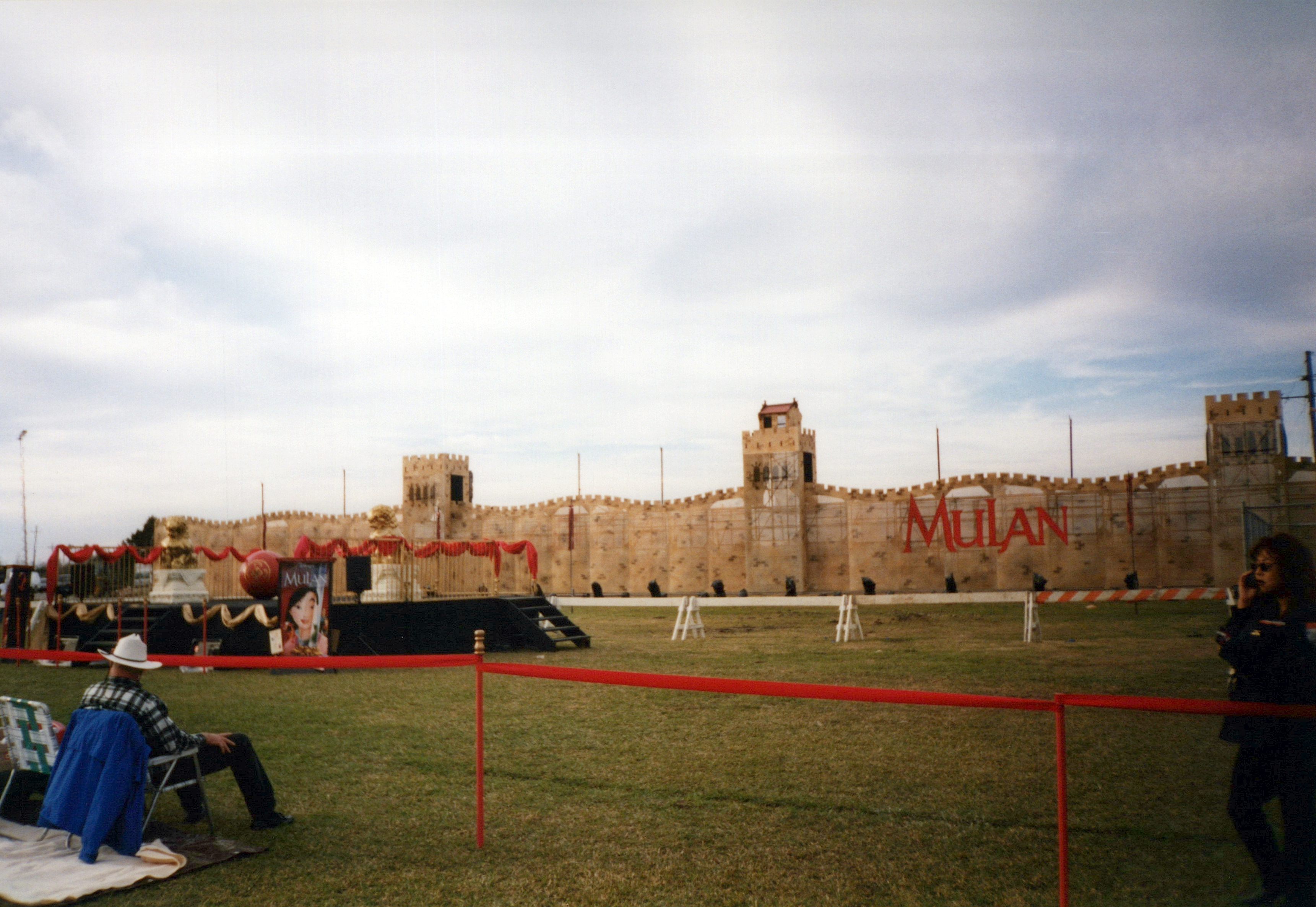
映画「ムーラン」の宣伝として作成された万里の長城のミニチュア（1999年撮影）

チャイナは最初、センダン（Chinaberry tree）の木立の中にテキサス・アンド・ニューオーリンズ鉄道の給水所があったことから、「チャイナグローブ（China Groove）」と呼ばれていた。1860年代に小さなコミュニティが給水所の周囲に形成され、数マイル離れた場所にはナッシュランドという別のコミュニティが形成された。1893年、チャイナ郵便局が開局した。1906年、火災によりチャイナグローブ停車場は破壊され、より広いナッシュランド地域に再建されたが、「チャイナ」という名前は残された。ナッシュランド郵便局はそのあとすぐにチャイナ郵便局に改称した。コミュニティは合併し、1971年にはチャイナ市として法人化された。
第二次世界大戦中、ウォーカー郡のハンツビルキャンプからドイツ人捕虜がチャイナに移送され、出征中の農民の代わりに水田の維持を行った。
名前の由来となったセンダンの木は減少しており、1990年代半ばに複合施設の芝生に移植された2本は貴重な現存するセンダンである。
1999年、ウォルト・ディズニー・ホーム・ビデオはチャイナでムーランのビデオ公開を祝った。映画にちなみ、かつてのヘンダーソン中学校（現在のチャイナ小学校）のサッカー場に万里の長城のミニチュアが建設された。
2004 年、ハーマン・エドワーズ元市長は公的記録の改竄の罪を認め、1年間の執行猶予を言い渡された。
チャイナ小学校は長年にわたり、市の人々と歴史を祝うために毎年チャイナベリー・フェスティバルを開催していた。このフェスティバルでは、パレード、地元のカントリーミュージシャン、地元の出店者や教会グループによる多くのブースが出店されていた。しかし、2005年のハリケーン・リタの被害を受けて以来、フェスティバルは開催されていない。

## 住人
2020年国勢調査によると、人口は1,260人である。人種別だと白人が58.8パーセント、黒人/アフリカ系アメリカ人が27.9パーセントを占めている。

## 教育
ハーディン＝ジェファーソン独立学区に属している。2009 年から 2010 年の学年度が始まるまで、チャイナ学区にはチャイナ小学校とヘンダーソン中学校の2校がある。隣接するハーディン郡サワーレイクに新たな高校が開校すると、以前の高校のキャンパスにヘンダーソン中学校が、以前の中学校のキャンパスにチャイナ小学校が移転した。使われなくなった旧チャイナ小学校の校舎は一時的に市庁舎として活用された。
1950年代に学校における人種差別が撤廃されるまでは、チャイナ学校が白人、ヘンダーソン学校が黒人の学校と区別されていた。